# Olive Logan
Olive Logan (22 de abril de 1839 - 27 de abril de 1909) fue una actriz y escritora estadounidense, hija del actor y dramaturgo irlandés-estadounidense Cornelius Ambrosius Logan y de Eliza Akeley.

## Biografía
Nació en Elmira, Nueva York, y asistió al Wesleyan Female College (1850) y a la Academia Católica del Sagrado Corazón en Cincinnati, Ohio, donde se había establecido su familia en un ambiente teatral. Su carrera de actriz fue corta, comenzando con su debut en el Arch Street Theatre de Filadelfia en 1854 en la obra Bobtail and Wagtail y terminando en 1857 cuando se casó con el periodista Henry A. Delisle y se fue a vivir a Europa.
Durante su estancia en Europa se convirtió en periodista; su primer libro, Fotografías de la vida en París (1861), fue una colección de piezas sobre la vida en la capital francesa escritas para publicaciones periódicas americanas. Una novela de 1865, Chateau Frissac, fue escrita con el fin de mostrar los males resultantes del conocido matrimonio francés por conveniencia. En 1866 publicó una colección de relatos titulada Olive Logan's New Christmas Story. Regresó brevemente al escenario desde 1864 hasta 1867. En 1864 apareció en el Teatro Wallack de Nueva York en su propia obra, titulada Eveleen. Escribió además varios libros sobre temas teatrales, como Before the Footlights and Behind the Scenes (1870), además de las novelas Get Thee Behind Me, Satan! (1872) y They Met By Chance (1873).
Logan se divorció de Delisle en 1869. Falleció el 27 de abril de 1909.